# Tsukema Tsukeru
Singles de Kyary Pamyu Pamyu
Pon Pon Pon
(20 juillet 2011) Candy Candy
(13 mars 2012)
Tsukema Tsukeru (つけまつける, ou Tsukematsukeru) est le premier single physique de la chanteuse japonaise Kyary Pamyu Pamyu (elle avait auparavant sorti trois "singles digitaux" uniquement en téléchargement).

## Présentation
Le single est sorti au Japon numériquement le 7 décembre 2011 (en téléchargement), puis physiquement le 11 janvier 2012 (en CD) sur le label Unborde de Warner Music Group.
Le single physique a été publié en deux éditions, avec des couvertures différentes : une édition régulière contenant seulement le CD, et une édition limitée contenant en supplément un photobook (livret de photos). Le single est écrit, composé et produit par Yasutaka Nakata.
La chanson-titre a été utilisée dans une publicité pour les personnages de Mameshiba, tandis que, la chanson en "face B", Kyary AN-AN, a été utilisée dans une publicité pour バイト探しはan. Elles figureront sur l'album Pamyu Pamyu Revolution qui sort six mois plus tard. Le single contient un troisième titre, une version remixée de la chanson Cherry Bonbon parue sur le mini-album Moshi Moshi Harajuku de la chanteuse. Une version remixée de la chanson-titre figurera sur son troisième single, Fashion Monster.
En téléchargement, la chanson-titre est 93e sur le Billboard Hot 100 au Japon, et plus tard a culminé à la troisième place le 23 janvier 2012. En février 2013, elle a été certifiée disque d'or pour 100.000 téléchargements légaux. Le single physique atteint la 7e place du classement des ventes hebdomadaires des singles sur l'oricon, se vendant à 13 100 exemplaires la première semaine ; il y est resté classé 17 semaines, se vendant au total à 34 079 copies.

## Liste des titres
Toutes les chansons sont écrites et composées par Yasutaka Nakata.
| 1. | Tsukema Tsukeru (つけまつける)                  | 4:19 |
| 2. | Kyary AN-AN (きゃりーANAN)                      | 3:18 |
| 3. | Cherry Bonbon -extended mix- (チェリーボンボン) | 5:00 |